# ويليام إتش بروكمان جونيور
ويليام إتش بروكمان جونيور (بالإنجليزية: William H. Brockman, Jr.)‏ هو ضابط أمريكي، ولد في 18 نوفمبر 1904 في بالتيمور في الولايات المتحدة، وتوفي في 2 يناير 1979 في بوكا راتون في الولايات المتحدة.